# Left outside alone
Left outside alone is een nummer van de Amerikaanse zangeres Anastacia. Het is afkomstig van haar derde album Anastacia uit 2004. Op 15 maart dat jaar werd het nummer op cd-single, 12" vinylsingle en als digitale download uitgebracht. Er zijn tal van persingen (en downloads) van dit nummer bekend. De singles gingen soms gepaard met Get ready als B-kant, maar veelal stonden er remixen op de cd schijf of vinylplaat.

## Achtergrond
Het lied is geschreven door Anastacia zelf met medewerking van haar muziekproducenten Dallas Austin en Glen Ballard. Het onderwerp is de vertroebelde relatie tussen Anastacia en haar vader. Er werden voor deze single drie videoclips geschoten, waarvan één speciaal voor de Amerikaanse markt, ondanks het feit dat de single daar nooit officieel is uitgebracht.

## Hitnoteringen
Left outside alone stond in het Verenigd Koninkrijk twintig weken genoteerd in de UK Singles Chart. De single kwam binnen op de 3e positie en daalde gedurende die twintig weken langzaam de hitparade uit. In de Eurochart Hot 100 werd de 2e positie behaald. Anastacia werd in allerlei landen van de eerste plaats afgehouden door Ushers Yeah.
In Nederland was de single in week 12 van 2004 Alarmschijf op Radio 538 en werd een radiohit. De single bereikte in zowel de Nederlandse Top 40 op Radio 538 als de publieke hitlijst; de Mega Top 50 op 3FM de 2e positie.
In België bereikte de single de 5e positie in de Vlaamse Ultratop 50 en de 4e positie in de Vlaamse Radio 2 Top 30. In Wallonië werd de 7e positie behaald.

### Nederlandse Top 40
| Hitnotering: week 10 t/m 27 in 2004 | Hitnotering: week 10 t/m 27 in 2004 | Hitnotering: week 10 t/m 27 in 2004 | Hitnotering: week 10 t/m 27 in 2004 | Hitnotering: week 10 t/m 27 in 2004 | Hitnotering: week 10 t/m 27 in 2004 | Hitnotering: week 10 t/m 27 in 2004 | Hitnotering: week 10 t/m 27 in 2004 | Hitnotering: week 10 t/m 27 in 2004 | Hitnotering: week 10 t/m 27 in 2004 | Hitnotering: week 10 t/m 27 in 2004 | Hitnotering: week 10 t/m 27 in 2004 | Hitnotering: week 10 t/m 27 in 2004 | Hitnotering: week 10 t/m 27 in 2004 | Hitnotering: week 10 t/m 27 in 2004 | Hitnotering: week 10 t/m 27 in 2004 | Hitnotering: week 10 t/m 27 in 2004 | Hitnotering: week 10 t/m 27 in 2004 | Hitnotering: week 10 t/m 27 in 2004 | Hitnotering: week 10 t/m 27 in 2004 | Hitnotering: week 10 t/m 27 in 2004 |
| Week:                               | 1                                   | 2                                   | 3                                   | 4                                   | 5                                   | 6                                   | 7                                   | 8                                   | 9                                   | 10                                  | 11                                  | 12                                  | 13                                  | 14                                  | 15                                  | 16                                  | 17                                  | 18                                  |                                     |                                     |
| ----------------------------------- | ----------------------------------- | ----------------------------------- | ----------------------------------- | ----------------------------------- | ----------------------------------- | ----------------------------------- | ----------------------------------- | ----------------------------------- | ----------------------------------- | ----------------------------------- | ----------------------------------- | ----------------------------------- | ----------------------------------- | ----------------------------------- | ----------------------------------- | ----------------------------------- | ----------------------------------- | ----------------------------------- | ----------------------------------- | ----------------------------------- |
| Positie:                            | 39                                  | 39                                  | 25                                  | 4                                   | 3                                   | 2                                   | 2                                   | 3                                   | 4                                   | 5                                   | 6                                   | 8                                   | 9                                   | 10                                  | 12                                  | 18                                  | 22                                  | 32                                  | uit                                 |                                     |

### Mega Top 50
| Hitnotering: 20-03-2004 t/m 06-08-2004 | Hitnotering: 20-03-2004 t/m 06-08-2004 | Hitnotering: 20-03-2004 t/m 06-08-2004 | Hitnotering: 20-03-2004 t/m 06-08-2004 | Hitnotering: 20-03-2004 t/m 06-08-2004 | Hitnotering: 20-03-2004 t/m 06-08-2004 | Hitnotering: 20-03-2004 t/m 06-08-2004 | Hitnotering: 20-03-2004 t/m 06-08-2004 | Hitnotering: 20-03-2004 t/m 06-08-2004 | Hitnotering: 20-03-2004 t/m 06-08-2004 | Hitnotering: 20-03-2004 t/m 06-08-2004 | Hitnotering: 20-03-2004 t/m 06-08-2004 | Hitnotering: 20-03-2004 t/m 06-08-2004 | Hitnotering: 20-03-2004 t/m 06-08-2004 | Hitnotering: 20-03-2004 t/m 06-08-2004 | Hitnotering: 20-03-2004 t/m 06-08-2004 | Hitnotering: 20-03-2004 t/m 06-08-2004 | Hitnotering: 20-03-2004 t/m 06-08-2004 | Hitnotering: 20-03-2004 t/m 06-08-2004 | Hitnotering: 20-03-2004 t/m 06-08-2004 | Hitnotering: 20-03-2004 t/m 06-08-2004 | Hitnotering: 20-03-2004 t/m 06-08-2004 |
| Week:                                  | 1                                      | 2                                      | 3                                      | 4                                      | 5                                      | 6                                      | 7                                      | 8                                      | 9                                      | 10                                     | 11                                     | 12                                     | 13                                     | 14                                     | 15                                     | 16                                     | 17                                     | 18                                     | 19                                     | 20                                     |                                        |
| -------------------------------------- | -------------------------------------- | -------------------------------------- | -------------------------------------- | -------------------------------------- | -------------------------------------- | -------------------------------------- | -------------------------------------- | -------------------------------------- | -------------------------------------- | -------------------------------------- | -------------------------------------- | -------------------------------------- | -------------------------------------- | -------------------------------------- | -------------------------------------- | -------------------------------------- | -------------------------------------- | -------------------------------------- | -------------------------------------- | -------------------------------------- | -------------------------------------- |
| Positie:                               | 51                                     | 7                                      | 4                                      | 3                                      | 2                                      | 3                                      | 3                                      | 5                                      | 6                                      | 10                                     | 12                                     | 16                                     | 19                                     | 30                                     | 30                                     | 36                                     | 46                                     | 61                                     | 59                                     | 76                                     | uit                                    |

### Vlaamse Radio 2 Top 30
| Hitnotering: 20-03-2004 t/m 23-07-2004 | Hitnotering: 20-03-2004 t/m 23-07-2004 | Hitnotering: 20-03-2004 t/m 23-07-2004 | Hitnotering: 20-03-2004 t/m 23-07-2004 | Hitnotering: 20-03-2004 t/m 23-07-2004 | Hitnotering: 20-03-2004 t/m 23-07-2004 | Hitnotering: 20-03-2004 t/m 23-07-2004 | Hitnotering: 20-03-2004 t/m 23-07-2004 | Hitnotering: 20-03-2004 t/m 23-07-2004 | Hitnotering: 20-03-2004 t/m 23-07-2004 | Hitnotering: 20-03-2004 t/m 23-07-2004 | Hitnotering: 20-03-2004 t/m 23-07-2004 | Hitnotering: 20-03-2004 t/m 23-07-2004 | Hitnotering: 20-03-2004 t/m 23-07-2004 | Hitnotering: 20-03-2004 t/m 23-07-2004 | Hitnotering: 20-03-2004 t/m 23-07-2004 | Hitnotering: 20-03-2004 t/m 23-07-2004 | Hitnotering: 20-03-2004 t/m 23-07-2004 | Hitnotering: 20-03-2004 t/m 23-07-2004 | Hitnotering: 20-03-2004 t/m 23-07-2004 | Hitnotering: 20-03-2004 t/m 23-07-2004 |
| Week:                                  | 1                                      | 2                                      | 3                                      | 4                                      | 5                                      | 6                                      | 7                                      | 8                                      | 9                                      | 10                                     | 11                                     | 12                                     | 13                                     | 14                                     | 15                                     | 16                                     | 17                                     | 18                                     |                                        |                                        |
| -------------------------------------- | -------------------------------------- | -------------------------------------- | -------------------------------------- | -------------------------------------- | -------------------------------------- | -------------------------------------- | -------------------------------------- | -------------------------------------- | -------------------------------------- | -------------------------------------- | -------------------------------------- | -------------------------------------- | -------------------------------------- | -------------------------------------- | -------------------------------------- | -------------------------------------- | -------------------------------------- | -------------------------------------- | -------------------------------------- | -------------------------------------- |
| Positie:                               | 29                                     | 8                                      | 5                                      | 4                                      | 4                                      | 4                                      | 6                                      | 4                                      | 4                                      | 4                                      | 7                                      | 10                                     | 11                                     | 12                                     | 16                                     | 22                                     | 23                                     | 24                                     | uit                                    |                                        |

### Vlaamse Ultratop 50
| Hitnotering: 20-03-2004 t/m 06-08-2004 | Hitnotering: 20-03-2004 t/m 06-08-2004 | Hitnotering: 20-03-2004 t/m 06-08-2004 | Hitnotering: 20-03-2004 t/m 06-08-2004 | Hitnotering: 20-03-2004 t/m 06-08-2004 | Hitnotering: 20-03-2004 t/m 06-08-2004 | Hitnotering: 20-03-2004 t/m 06-08-2004 | Hitnotering: 20-03-2004 t/m 06-08-2004 | Hitnotering: 20-03-2004 t/m 06-08-2004 | Hitnotering: 20-03-2004 t/m 06-08-2004 | Hitnotering: 20-03-2004 t/m 06-08-2004 | Hitnotering: 20-03-2004 t/m 06-08-2004 | Hitnotering: 20-03-2004 t/m 06-08-2004 | Hitnotering: 20-03-2004 t/m 06-08-2004 | Hitnotering: 20-03-2004 t/m 06-08-2004 | Hitnotering: 20-03-2004 t/m 06-08-2004 | Hitnotering: 20-03-2004 t/m 06-08-2004 | Hitnotering: 20-03-2004 t/m 06-08-2004 | Hitnotering: 20-03-2004 t/m 06-08-2004 | Hitnotering: 20-03-2004 t/m 06-08-2004 | Hitnotering: 20-03-2004 t/m 06-08-2004 | Hitnotering: 20-03-2004 t/m 06-08-2004 |
| Week:                                  | 1                                      | 2                                      | 3                                      | 4                                      | 5                                      | 6                                      | 7                                      | 8                                      | 9                                      | 10                                     | 11                                     | 12                                     | 13                                     | 14                                     | 15                                     | 16                                     | 17                                     | 18                                     | 19                                     | 20                                     | 21                                     |
| -------------------------------------- | -------------------------------------- | -------------------------------------- | -------------------------------------- | -------------------------------------- | -------------------------------------- | -------------------------------------- | -------------------------------------- | -------------------------------------- | -------------------------------------- | -------------------------------------- | -------------------------------------- | -------------------------------------- | -------------------------------------- | -------------------------------------- | -------------------------------------- | -------------------------------------- | -------------------------------------- | -------------------------------------- | -------------------------------------- | -------------------------------------- | -------------------------------------- |
| Positie:                               | 33                                     | 11                                     | 7                                      | 6                                      | 5                                      | 6                                      | 7                                      | 5                                      | 5                                      | 5                                      | 7                                      | 9                                      | 10                                     | 13                                     | 19                                     | 26                                     | 27                                     | 29                                     | 38                                     | 46                                     | uit                                    |

### NPO Radio 2 Top 2000
Left Outside Alone stond alleen in 2011 in de NPO Radio 2 Top 2000, op plek 1782.